# БРГ Спортови
БРГ Спортови производе спортску опрему и одећу под марком Ридл (енгл. Riddell). Његова матична компанија је Фенвеј Партнери (енгл. Fanway Partners).

## Истон (Easton)
Истон Спорт, Инк. (енгл. Easton Sports, Inc.) је произвођач, продавац и дистрибутер спортске опреме, са седиштем у Ван Наис, Калифорнија (енгл. Van Nuys, California). Функционише као јединица Перформансе Спортске Групе (енгл. Performance Sports Group) и тренутно запошљава више од 1.000 људи широм света у дистрибуцији, производњи, продаји и маркетингу. Остали послови се налазе у Солт Лејк Сити, Јута; Скотс Вали (Калифорнија); Мексико и Канада. Компанију је основао Џејмс Д. (Даг) Истон 1922. године. Његов син Џејмс (Џим) Л Истон је преузео компанију после његове смрти 1974. Његов син Грег одваја одељење за стреличарство од тимских спортова као независно одељење под управом породице, пошто су се одрекли послова везаних за колективне спортове 2006. године у бившој Истон-Белл групи (енгл. Easton-Bell Sports, Inc.).

Независно одељење за стреличарство, које је у породичном власништву, састоји се од две компаније, Хојт стреличарство, Корп. (енгл. Hoyt Archery, Inc.) и Истон технички производи (енгл. Easton Technical Products), са седиштем у Солт Лејк Сити, Јута, САД. Ове две компаније запошљавају око 800 људи у производњи сложених лукова, закривљених лукова и стрела. Истон стрелице су се користиле за освајање свих титула на Олимпијским играма у стреличарству од поновног увођења стреличарства у олимпијске дисциплине 1972. године. Истон технички производи је такође снабдевач војне, медицинске индустрије као и индустрије за спортове на отвореном са производима високе чврстоће од угљеничних влакана и алуминијумских легура. Хојт и Истон делују као две независне јединице у оквиру Џас Д. Истон, Корп. Грег Истон је трећа генерација председника Џас Д. Истон, Корп.

## Производи

### Хокеј
- Supreme One75
- Supreme One65
- Rukavice
- Stelth One35

## Спонзорства
National Hockey League играчи:
- Дејв Стекел
- Дани Хетли
- Бред Ричардс
- Луи Ериксон
- Жером Ајгајнла
- Зек Перис
- Мајкл Камалери
- Стив От
- Данијел Гирарди
- Љубомир Вишњовски
- Мариан Габорик